# رژیشتا
رژیشتا (به لاتین: Ržišta) یک منطقهٔ مسکونی در مونته‌نگرو است که در شهرداری دانیلوگراد واقع شده‌است. رژیشتا ۵ نفر جمعیت دارد.